# 猿倉山スキー場
猿倉山スキー場（さるくらやまスキーじょう）は、富山県富山市舟倉にあったスキー場である。猿倉山森林公園内にあり、富山市が運営していた。猿倉スキー場や猿倉城址公園スキー場とも呼ばれる。
初級者・中級者や家族連れ向きのスキー場であり、初級コース・中級コース・スノーボードコース・ソリ専用コースの4コースがあった。ゲレンデがあった場所からは富山平野を望むことができる。
猿倉城跡の一部の跡地にて1965年（昭和40年）にオープンし、1966年（昭和41年）5月6日にスキー場を兼ねた猿倉山牧場として本格的に開業した。当初はTバー式リフトが使用されていたが、危険性を伴うため、1969年（昭和44年）12月25日に腰掛式（300m、鉄塔5基、搬器65）のリフトが完成し（以降2010年の廃止まで使用）、Tバーリフトが廃止された。
1970年11月10日（一部資料では11月1日）、駐車場（60台収容）が完成。1978年には80台、1990年には185台分の駐車場がゲレンデ近くに設置された。
1989年12月23日にナイター設備（約1kwの電灯5個を取り付けた照明灯6基）が完成し、1998年（平成10年）12月25日のシーズン開きより平日のナイター営業を開始した。
施設の老朽化や入場客数の減少のため、2009 - 2010シーズン限りで廃止となった。

## 施設
- 猿倉コミュニティセンター
  - レンタルショップ
  - 食堂どんぐり
- 駐車場（300台、無料）

## 営業時間
- 平日 17：00 - 21：00
- 土、日、祝日 9：00 - 21：00

## 交通アクセス
- 北陸自動車道富山ICより車で約20分。
- 高山本線笹津駅より徒歩で約20分。